# Неолегионаризм
Неолегионаризм (рум. Neolegionarism) — неофашистская идеология в Румынии, появившаяся в 1990-х годах после отстранения коммунистов от власти и представляющая собой попытку возрождения идеалов существовавшей в 1930-е годы Железной гвардии и её лидера Корнелиу Кодряну. Этой идеологии придерживаются многие организации, каждая из которых называет именно себя преемником «железногвардейцев». В составе этой идеологии присутствуют элементы антисемитизма, православия, этнического национализма и мистицизма.
В Румынии не отрицается связь между представителями неолегионерских организаций и священниками Румынской православной церкви. Сторонники неолегионаризма активно отстаивают культ «тюремных святых» — канонизированных политзаключённых и ярых сторонников религии, осуждённых по политическим мотивам. В 2014 году монах монастыря Петру-Водэ в жудеце Нямц произнес проповедь в поддержку «Железной гвардии», за что подвергся осуждению со стороны церкви; незадолго до этого группа монахинь исполнила песнь легионеров Sfânta tinerețe legionară (рум. Святая молодёжь Легиона) в канун дня рождения известного монаха Иустина Пырву.
К современным неолегионерским организациям в Румынии причисляются партии «Новые правые» и «Всё ради Родины» — последняя появилась в 1993 году, и её образование поддержали члены изначально существовавшей Железной гвардии. В прессе сообщалось о том, что в поддержку движения выступал и Альянс за объединение румын, однако последний категорически отрицает наличие какой-либо подобной связи.